# Cerkev sv. Lucije, Studenice
Cerkev svete Lucije je podružnična cerkev župnije Studenice in se skupaj s pokopališčem nahaja severno od kraja Studenice blizu reke Dravinje. Posebej zanimiva in bogata je njena notranja zgodnjebaročna oprema. 
13. decembra, ko goduje sveta Lucija, je pri cerkvi žegnanje in sejem.